# Cletto Arrighi
Cletto Arrighi, pseudonimo di Carlo Righetti (Milano, 27 novembre 1828 – Milano, 3 novembre 1906), è stato uno scrittore, giornalista e politico italiano, tra i massimi esponenti della Scapigliatura.

## Biografia

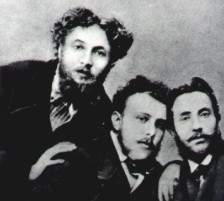
Praga, Dossi e Conconi, altri esponenti della Scapigliatura

Nasce da Giuseppe e Annamaria Cassina a Milano in un ambiente domestico già frequentato allora da intellettuali come Vincenzo Monti e Ugo Foscolo, e poi da Ermes Visconti e Tommaso Grossi.
Fin da giovanissimo adotta delle nuove generalità, che costituivano l'anagramma del suo nome ufficiale. Partecipa alle cinque giornate di Milano nel 1848 e alla prima guerra di indipendenza, per poi aiutare il Regno di Sardegna come volontario anche tra il 1859 e il 1861. Dopo gli studi da autodidatta, Carlo Righetti si laurea in legge a Pavia: negli anni Cinquanta esplora il suo talento letterario fondando nel 1856 una rivista periodica di satira, dal titolo L’uomo di pietra, dove pubblica numerosi articoli sui discutibili costumi della società milanese, sotto lo pseudonimo di Cletto Arrighi, anagramma che manterrà da ora in avanti per firmare tutte le sue opere.
L’anno successivo compare il suo primo romanzo, Gli ultimi coriandoli, dedicato ‘audacemente’ ad Alessandro Manzoni, che fu però censurato dalla critica: nell’opera viene citata per la prima volta il termine ‘scapigliatura’, intesa nella sua accezione più colta già menzionata tra il Cinquecento ed il Seicento da letterati storici come Girolamo Leopardi, Tassoni e Buonarroti.
La giornata di Tagliacozzo del 1858, successivamente pubblicato nel 1863 col titolo Il diavolo rosso, rappresenta la sua seconda opera narrativa, e racconta alla maniera del romanzo storico, lo scontro tra guelfi e ghibellini del 1268 avvenuto tra le truppe di Corradino ed il re di Sicilia Carlo d’Angiò.
Nel 1867 viene eletto deputato su posizioni radicali, simili a quelle della sinistra mazziniana e garibaldina. Si dedica anche, e con profitto, al giornalismo, alla letteratura e al teatro.
Nel 1860 fonda il giornale Cronaca grigia, che dura fino al 1872 e sarà uno dei periodici che più contribuiranno alla diffusione della Scapigliatura, arrivando ad ospitare il dibattito sul Verismo. Il romanzo più famoso del Righetti è La Scapigliatura e il 6 febbraio (1862) in cui, nelle forme del romanzo popolare, egli dà la definizione di un ceto di scontenti e ribelli, delineando il clima sociale e politico in cui nasce il movimento scapigliato (che proprio dal titolo del romanzo finì per trovare la sua denominazione).
Scrive in seguito numerosi romanzi storici, avventurosi, di intrigo misterioso. Negli anni Ottanta subisce l'influsso di Émile Zola (Nanà a Milano, 1880) e approda al romanzo sociale (La canaglia felice, 1885), creando e organizzando anche l'opera collettiva Il ventre di Milano. Fisiologia della capitale morale (1888, il titolo è un'eco dello zoliano Ventre di Parigi; ma la formula aveva avuto molto successo: anche Matilde Serao aveva scritto già Ventre di Napoli), collaborandovi con pezzi di analisi sociale.
È anche autore di operette comiche teatrali, quasi sempre in dialetto milanese. Scrive ben trentanove commedie in dialetto, di cui alcune ancora oggi in repertorio nelle compagnie dialettali (quella di Dario Fo ne è stato un esempio), ed è inoltre direttore gerente della compagnia del Teatro Milanese in cui recitano Edoardo Ferravilla, Gaetano Sbodio, Emma Ivon, Edoardo Giraud, Giuseppina Giovanelli.
Gli sposi non promessi. Parafrasi a contrapposti dei Promessi Sposi, del 1895, è un’opera in cui Cletto ribalta completamente i personaggi manzoniani in una parodia piuttosto eversiva polemizzandone tutti gli aspetti, da quelli politici a quelli socio-culturali, a quelli religiosi. L’opera non viene mai pubblicata, ma determina la sua rinuncia al genere letterario.
Successivamente si ritrova ad accettare un posto come impiegato presso l’Archivio di Stato di Milano, al tempo sotto la direzione di Cesare Cantù, che pure aveva criticato nella sua opera I 450 deputati.
La sua passione per il milanese lo spinge a confezionare un piccolo ma sostanzioso Dizionario milanese-italiano pubblicato nel 1896 tra i Manuali Hoepli. Conduce una vita disordinata ("scapigliata" significa proprio questo), resa ancor più precaria dalla passione per il gioco d'azzardo, che gli fa perdere ingenti somme di denaro.
Nel 1902, al cospetto del cardinale Andrea Carlo Ferrari, Cletto Arrighi, rinnega tutto quanto c’era di anticristiano nelle sue opere.
Muore in miseria, abbandonato da tutti, a Milano nel 1906.